# Музиченко Іван Миколайович
Музиче́нко Іва́н Микола́йович (28 серпня (10 вересня) 1901 — 8 грудня 1970) — радянський військовик початкового періоду німецько-радянської війни, генерал-лейтенант (1940). Один з радянських генералів, що потрапив у німецький полон.

## Біографія
Народився 28 серпня (10 вересня) 1901 року в місті Ростов-на-Дону.
У 1917 році призваний до Російської імператорської армії, рядовий. У 1918 році вступив до лав РСЧА.

### Громадянська війна в Росії
Учасник Громадянської війни в Росії на боці більшовиків. Брав участь у придушенні селянських повстань, у встановленні Радянської влади в Україні, Білорусі.

### Міжвоєнний період
По закінченні громадянської війни продовжив військову службу. З 1926 року — командир кавалерійського ескадрону, помічник командира полку з господарської частини.
З 1932 року — командир і комісар кавалерійського полку.
У 1937—1938 роках — командир 4-ї кавалерійської дивізії Білоруського військового округу. Брав участь у вторгненні радянських військ до Польщі у 1939 році.
З 25 січня 1940 року — командир 4-ї стрілецької дивізії. Учасник радянсько-фінської війни.
Постановою РНК СРСР від 4 червня 1940 року № 945 комбригові Музиченку І. М. присвоєне військове звання «генерал-лейтенант».
У червні 1940 року призначений командиром 6-го стрілецького корпусу, у липні 1940 — командуючим 6-ю армією Київського особливого військового округу (КОВО).

### Німецько-радянська війна
З початком німецько-радянської війни — командувач 6-ю армією Південно-Західного (з 25 липня 1941 року — Південного) фронту. Після низки важких поразок у прикордонних боях, 6-а і 12-а армії потрапили в оточення південніше Умані (Уманський котел). Більша частина армій була знищена чи потрапила у полон.

### Полон
7 серпня 1941 року при спробі прориву з оточення генерал-лейтенант І. М. Музиченко потрапив у полон.
Протягом 1941—1945 років утримувався у різних таборах для військовополонених. Відмовився від співпраці з німцями.
29 квітня 1945 року визволений американськими військами з табору в Мосбурзі.

### Повоєнні роки
Протягом травня-грудня 1945 року проходив перевірку в органах НКВС СРСР.
У жовтні 1947 року відправлений у відставку.
Мешкав у Москві. Помер 8 грудня 1970 року.

## Освіта
Закінчив два курси учительської семінарії.
У 1927 році закінчив кавалерійські курси командного складу РСЧА.
У 1947 році закінчив Вищі академічні курси при Військовій академії Генерального штабу.

## Нагороди
Нагороджений орденом Леніна, чотирма орденами Червоного Прапора та медалями.